# Гремі (фортеця)
Гремі (груз. გრემი) — архітектурна пам'ятка XVI століття? царська фортеця в грузинській історичній області (Кахетія). Фортеця з церквою Архангелів — це все, що залишилося від колись процвітаючого міста Гремі. Архітектурний комплекс розташований на схід від сучасного села з однойменною назвою в районі міста Кварелі, за 175 км на схід від Тбілісі, столиці Грузії.

## Розташування
Фортеця Гремі знаходиться поблизу однойменного села, на правому березі річки Інцоба. До найближчого міста Кварелі — 16 км, до Телаві — 20 км, до Тбілісі — 150 км.

## Історія

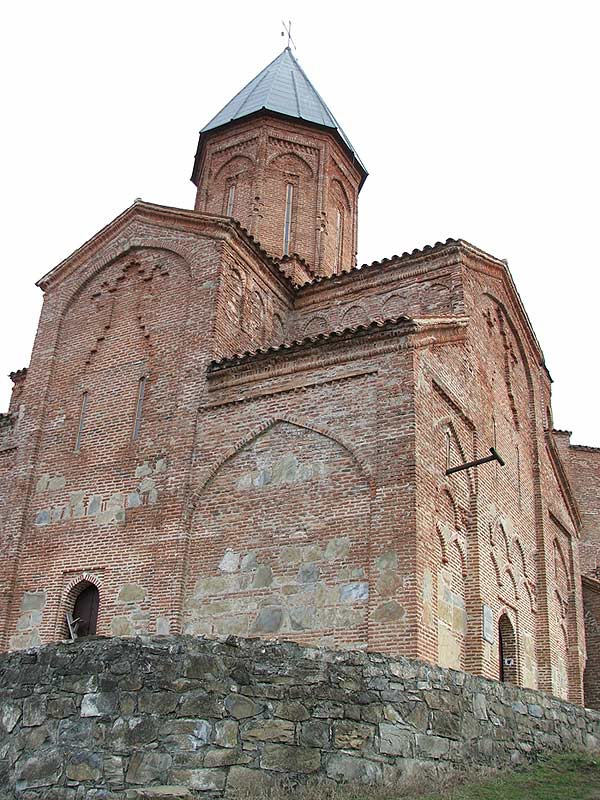
Церква Архангелів Михаїла та Гавриїла у фортеці Гремі

Місто Гремі було столицею  Кахетинського царства в XVI–XVII століттях. Заснована  Леваном Кахетинським, столиця була царською резиденцією і жвавим торговим містом Великого Шовкового шляху, до тих пір поки її не зрівняли з землею війська шаха Аббаса I Великого в 1615 році. З тих пір місто ніколи не здобуло колишнього процвітання і в середині XVII століття царі Кахетії перенесли свою столицю до Телаві.
Місто, імовірно, займало площу 40 га і складалося з трьох основних частин — церкви Архангелів, царської резиденції і торгового району. Систематичні археологічні дослідження в цьому районі проводили Мамулашвілі А. і Закарая П. в 1939–1949 та 1963–1967 роках.
У 2007 році пам'ятники Гремі були запропоновані для включення в список  всесвітньої спадщини ЮНЕСКО.

## Архітектура

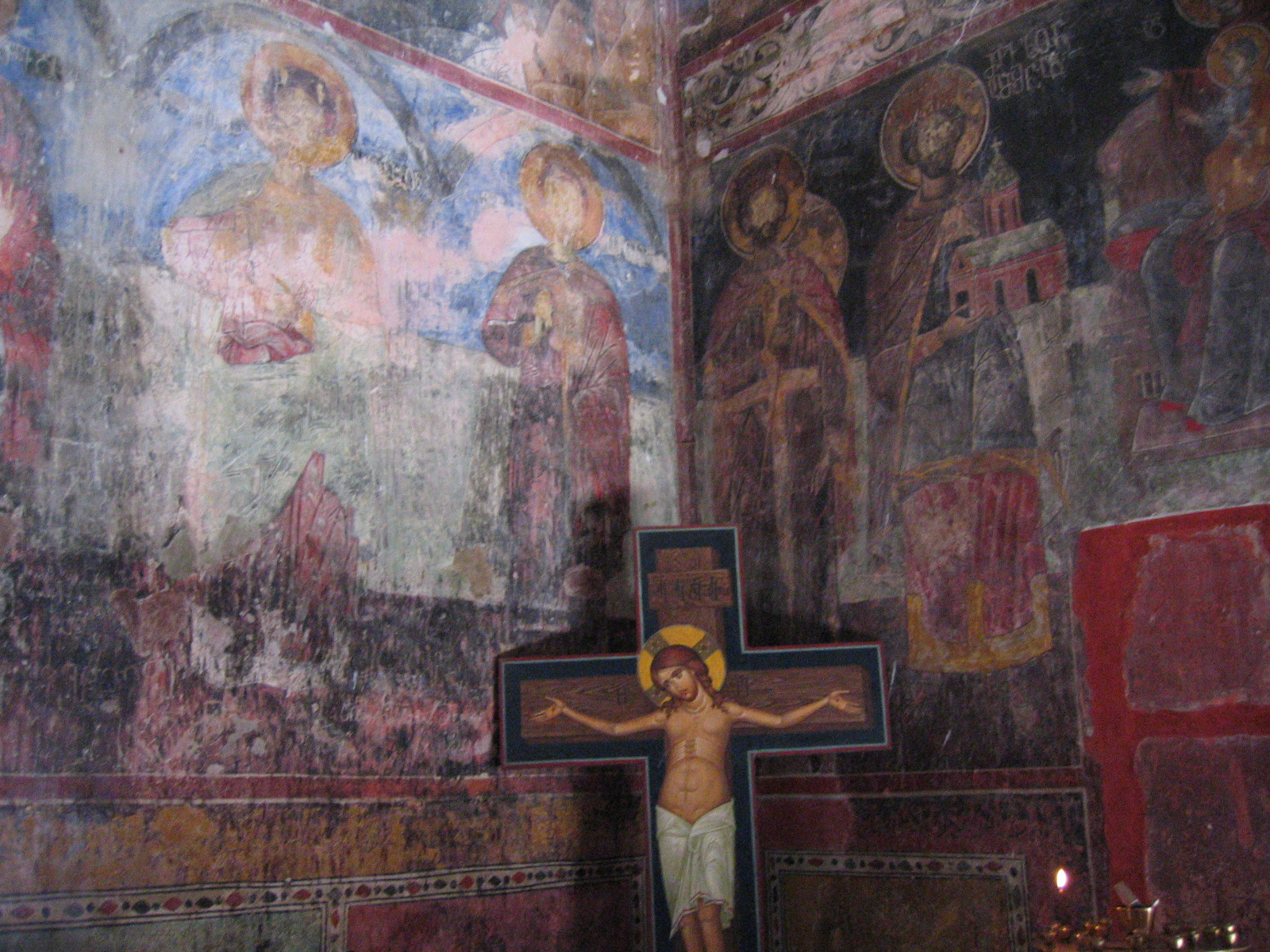
Церква Архангелів Михаїла та Гавриїла у фортеці Гремі, розпис інтер'єру

Комплекс Церкви Архангелів розташований на пагорбі і складається з самої церкви Архангелів Михаїла та Гавриїла, дзвіниці, триповерхового палацу і винного льоху (марані). Комплекс оточений муром, що мають різну висоту оскільки вони повторюють вигини рельєфу, з вежами і амбразурами. Збереглися залишки таємного підземного ходу, що веде до річки.
Церква Архангелів була побудована за наказом царя Левана Кахетинського в 1565 році і розписана в 1577 році. Це кам'яний хрестово-купольний храм. Традиційна грузинська кам'яна кладка поєднується з місцевою інтерпретацію іранських архітектурних смаків. Будівля має три входи — основний західний і два бічних — північний і південний. Купол храму лежить на кутах вівтарної апсиди і на двох опорних стовпах. Барабан купола має аркатурний пояс і вісім вузьких вікон. Фасад розділений на три арочні секції.
У дзвіниці церкви виставлено кілька археологічних експонатів і гармата XVI століття. Стіни прикрашені серією портретів царів Кахеті пензля сучасного грузинського художника Левана Чогошвілі (1985). 
На першому поверсі відреставрованого палацу розташовується музей, експозиція якого розповідає про життя царів Левана Кахетинського, Олександра II, Давида I і Костянтина I. Родзинкою палацу є середньовічна вбиральня. 
На території комплексу побудований і сучасний музей, який розповідає про життя древнього міста.

## Світлини

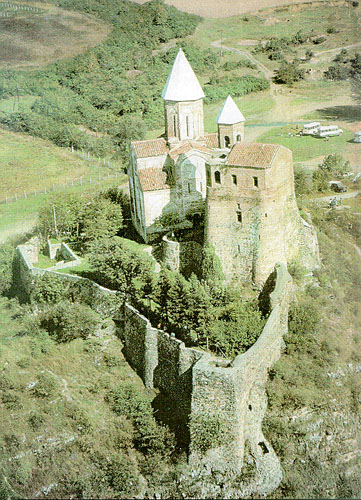
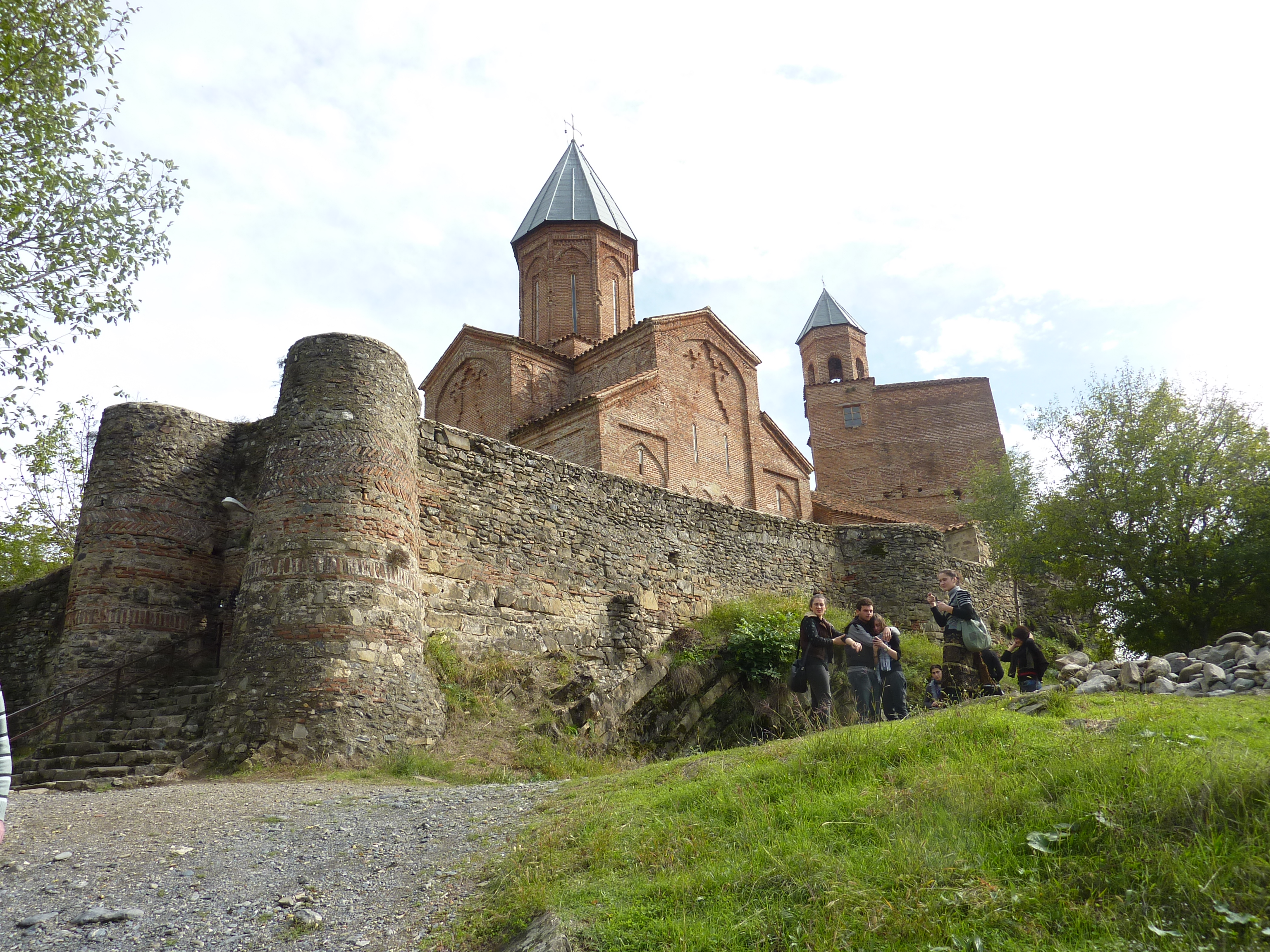
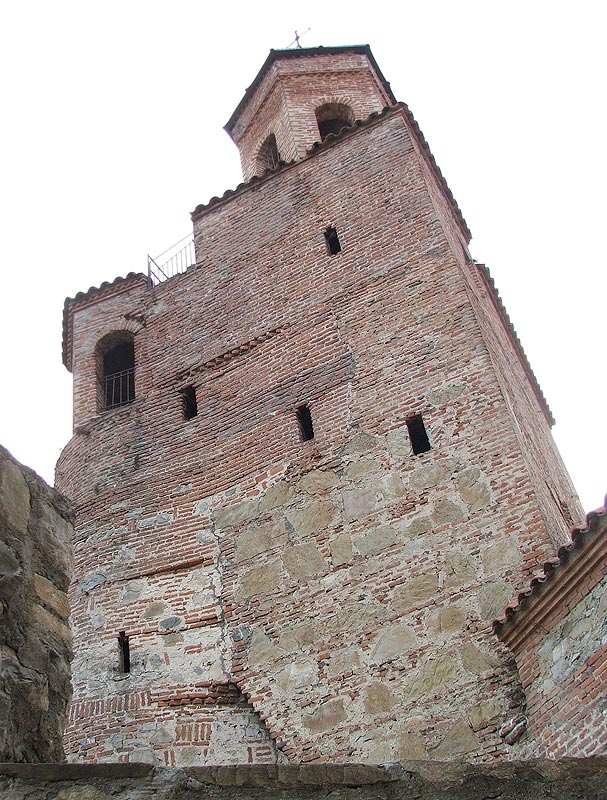
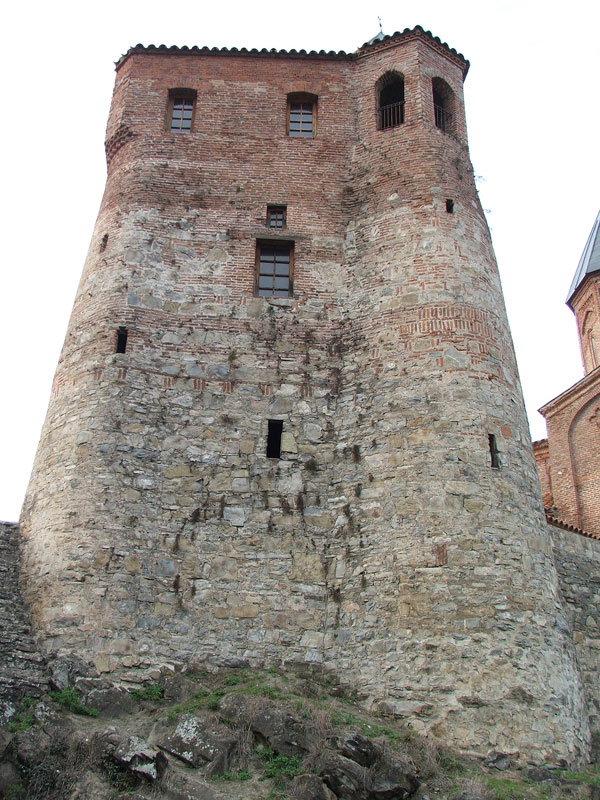
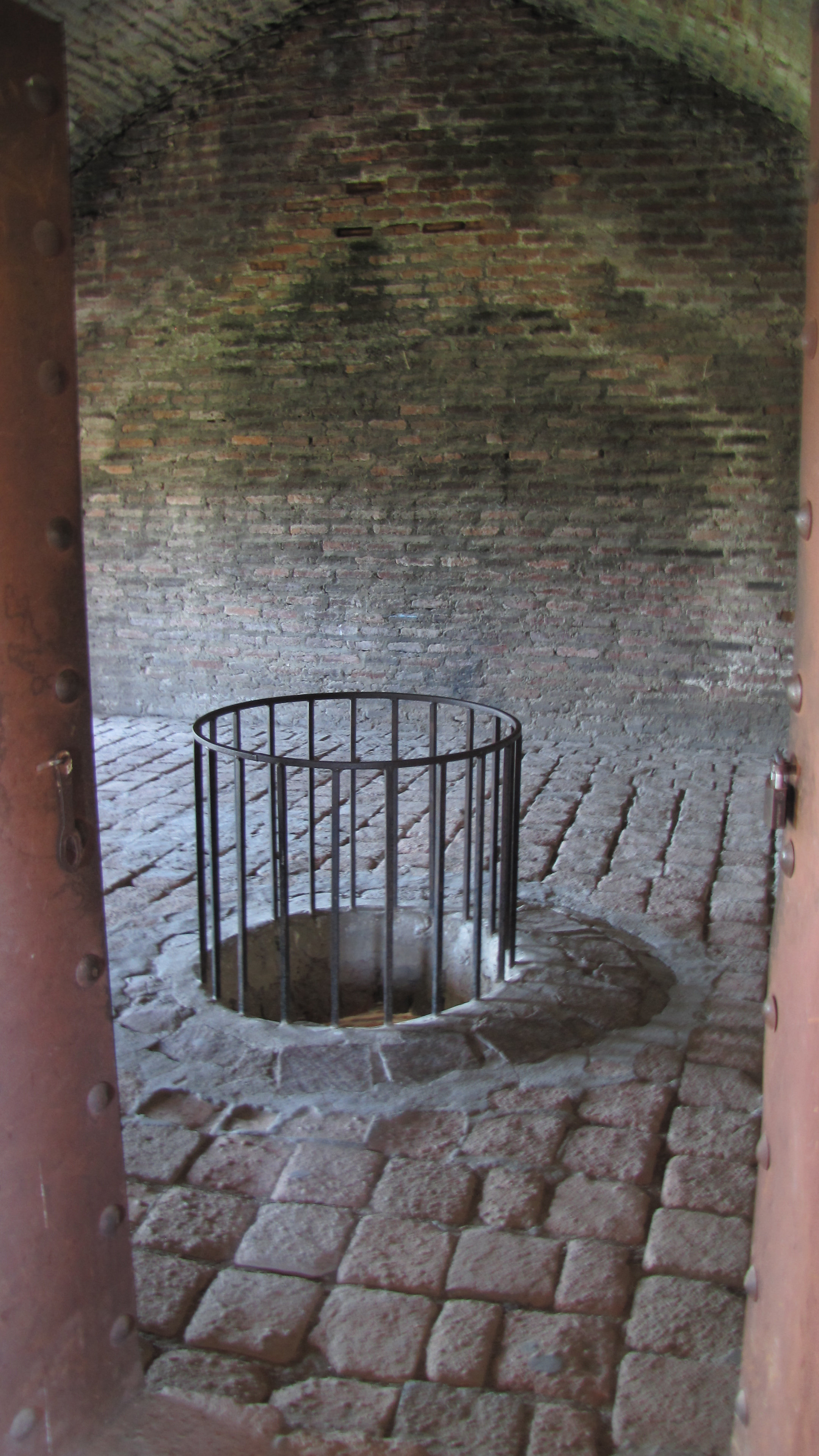
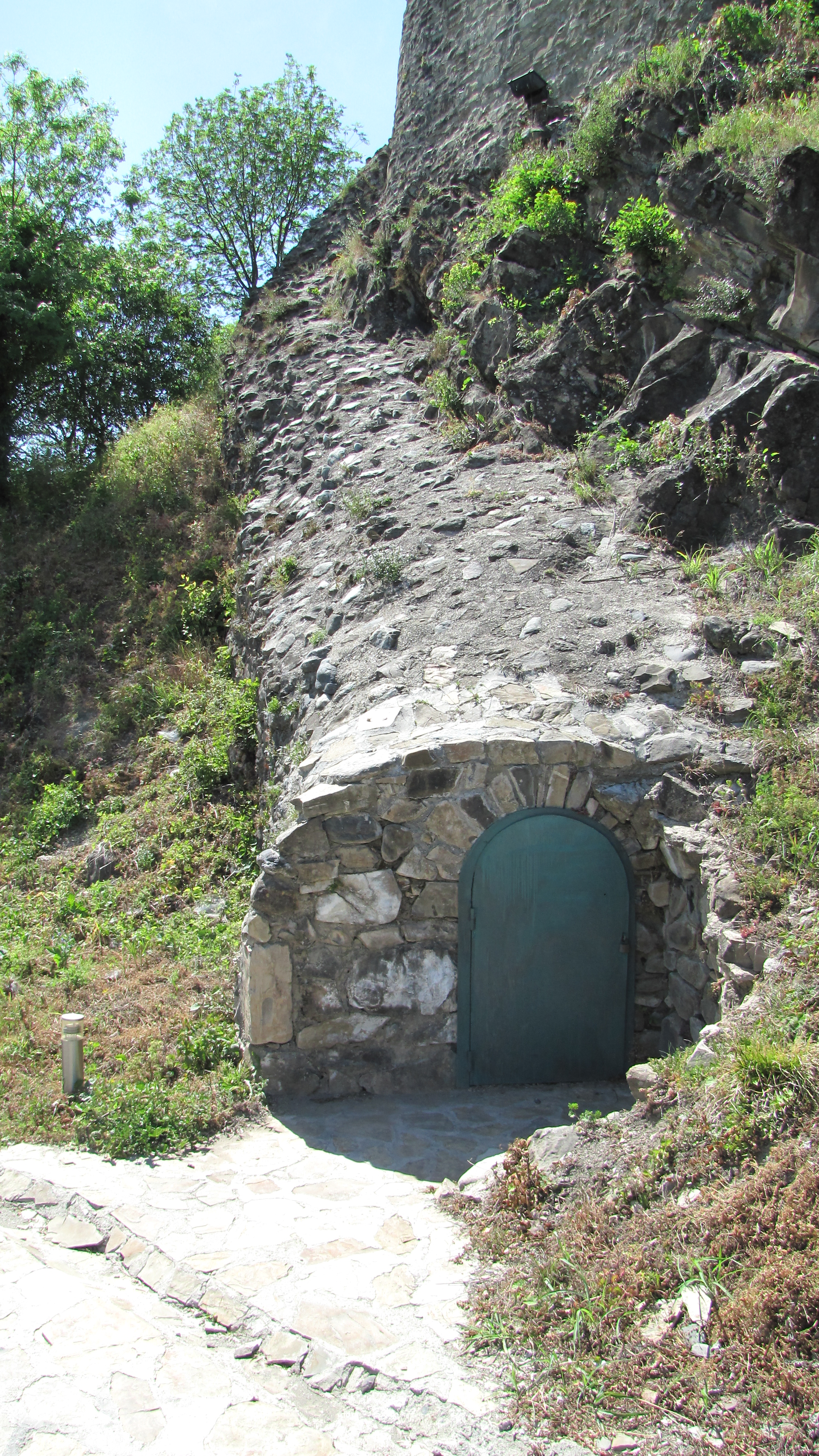
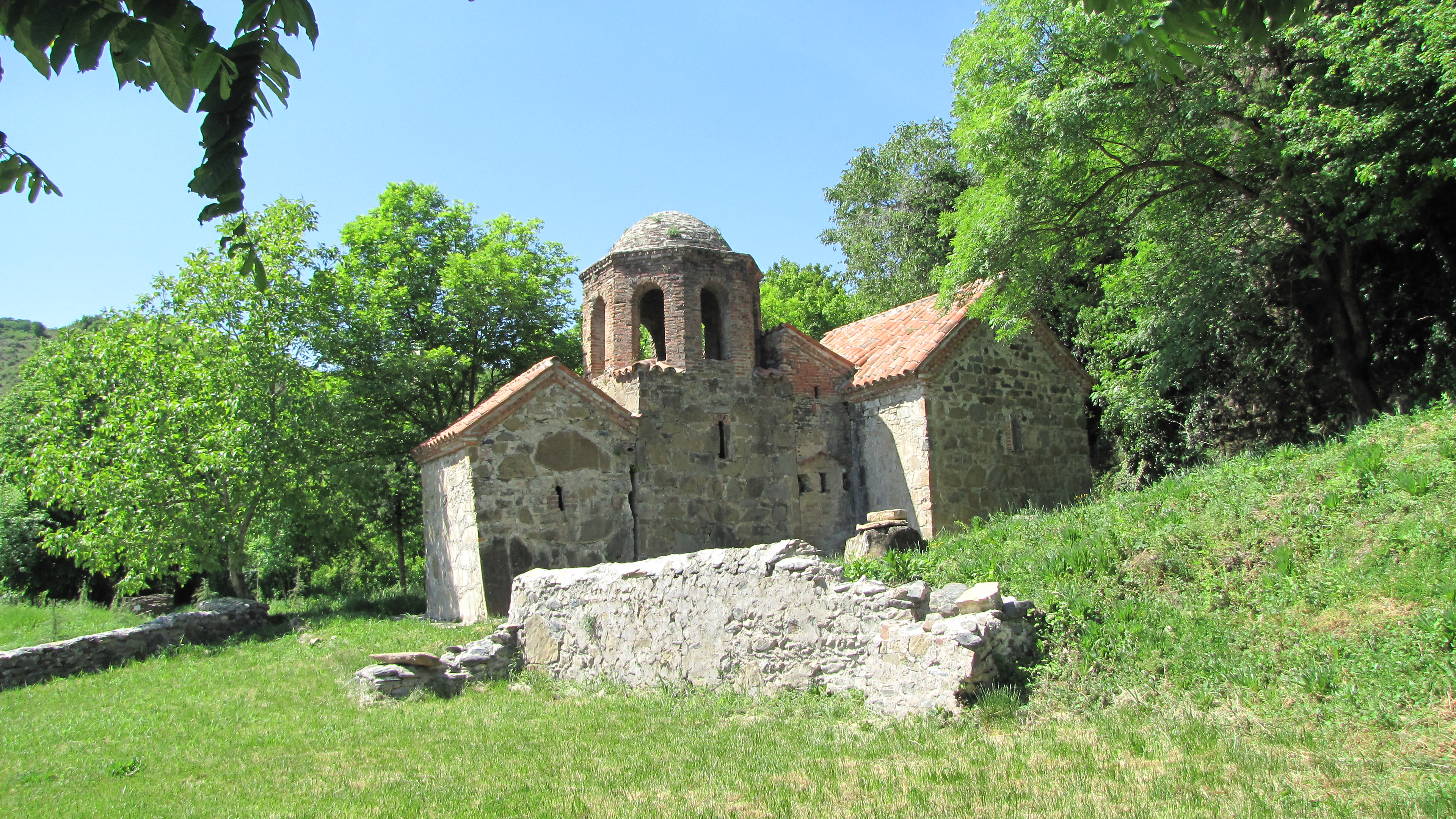
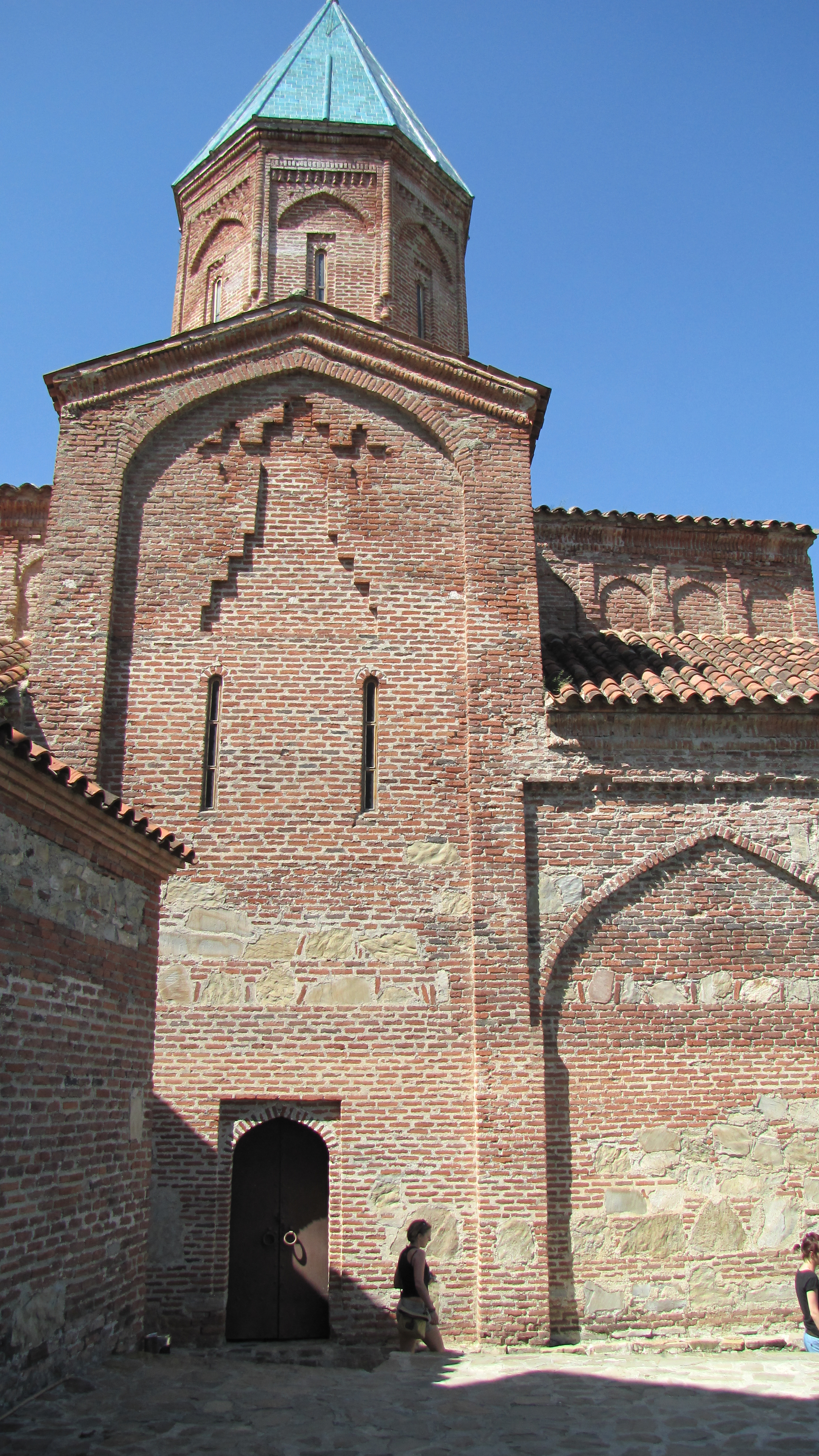